# Jake T. Austin
Jake Toranzo Austin Szymanski (Nueva York; 3 de diciembre de 1994) conocido artísticamente como Jake T. Austin, es un actor estadounidense, conocido por interpretar a Max Russo en la serie de Disney Channel Wizards of Waverly Place. En 2009 interpretó a Ángel Macías en El juego perfecto. En 2005 Austin interpretó la voz de Diego en Go, Diego, Go!. Jake coprotagnizó la serie The Fosters como Jesús Foster antes de ser reemplazado por Noah Centineo.

## Biografía
Es hijo de Giny Rodríguez Toranzo y de Joe Szymanski. Su inicial del medio "T" proviene del apellido de soltera de su madre. Su madre es de ascendencia puertorriqueña, argentina y española y su padre es de ascendencia polaca, irlandesa e inglesa. Austin tiene una hermana menor llamada Ava.
Austin abraza su herencia puertorriqueña a pesar de que no habla fluidamente español.
En octubre de 2020, Austin habló sobre su herencia familiar birracial y la importancia de votar en las próximas elecciones estadounidenses, "... ya sea a través de la votación por correo o en el lugar de votación, participar activamente en el proceso electoral es muy importante. Ya sea que la persona en la lista se postule para puestos locales, estatales o nacionales, nuestro papel como electores comienza con la votación."

## Carrera
Austin comenzó su carrera realizando trabajos de voz en series como Dora, la exploradora, Go, Diego, Go!, donde encarnaba al protagonista, Diego, y “Happy Monster Band”, y también lo hizo en películas como Merry Christmas, Ant bully - Bienvenido al hormiguero. Su primera aparición en las pantallas fue en el año 2003, cuando se lo vio en un programa de Late Show with David Letterman, y desde entonces ha participado en los telefilmes A.K.A y Johnny Kapahala: Regreso a Hawái, en la película Hotel para perros, en la que trabajó junto a Emma Roberts, Don Cheadle y Lisa Kudrow, y en el drama The Perfect Game. Sin lugar a dudas, el papel que mayor reconocimiento le ha traído a Jake hasta el momento es el de Max Russo en la exitosa serie Wizards of Waverly Place”, en la cual se lo puede ver desde el 2007, y el cual interpretó también para la película desprendida de la serie Wizards of Waverly Place The Movie. También en la película se encuentra en la película Río haciendo la voz del personaje Fernando. También ha participado en la película "New Year's Eve" (donde da su primer beso en pantalla a la actriz Abigail Breslin) y "Tom Sawyer & Hucleberry Finn" (protagonizando el papel de Huck Finn). Recibió una nominación a "Mejor actor en un una serie televisiva de comedia" en los ALMA AWARDS donde allí mismo Selena Gomez y María Canals-Barrera también recibieron la nominación en estos premios en el rubro "Mejor actor en una serie televisiva de comedia". Jake fue uno de los invitados de la serie Law & Order protagonizando a Rob Fisher.

## Filmografía
| Película   | Película                            | Película                      | Película                                                      |
| Año        | Película                            | Rol                           | Notas                                                         |
| ---------- | ----------------------------------- | ----------------------------- | ------------------------------------------------------------- |
| 2006       | The Ant Bully                       | Nicky                         | Voz de doblaje                                                |
| 2006       | Everyone's Hero                     | Yankee Irving (Voz)           | Protagonista Principal                                        |
| 2007       | Johnny Kapahala Back on Board       | Chris                         | Protagonista Principal Disney Channel Original Movie          |
| 2009       | Hotel para perros                   | Bruce                         | Protagonista Principal                                        |
| 2009       | Wizards of Waverly Place: The Movie | Max Russo                     | Protagonista Principal Disney Channel Original Movie          |
| 2010       | The Perfect Game                    | Angel Macias                  | Protagonista Principal                                        |
| 2011       | Río                                 | Fernando (Voz)                | Papel secundario                                              |
| 2011       | New Year's Eve                      | Seth                          | Papel secundario                                              |
| 2013       | Khumba                              | Khumba (Voz)                  | Protagonista                                                  |
| 2014       | Tom Sawyer & Huckleberry Finn       | Huckleberry Finn              | Protagonista junto a Joel Courtney                            |
| 2014       | Río 2                               | Fernando (Voz)                | Papel secundario                                              |
| 2014       | Grantham & Rose                     | Grantham Portnoy              | Protagonista                                                  |
| 2016       | Justice League vs. Teen Titans      | Jaime Reyes/Blue Beetle (Voz) | Protagonista                                                  |
| 2017       | Teen Titans: The Judas Contract     | Jaime Reyes/Blue Beetle (Voz) | Protagonista                                                  |
| 2017       | Emoji: la película                  | Alex, el humano               | Voz                                                           |
| 2017       | The Valley                          | Chris                         | Protagonista                                                  |
| 2020       | Adverse                             | Lars                          |                                                               |
| Televisión |                                     |                               |                                                               |
| Año        | Programa                            | Rol                           | Notas                                                         |
| 2003       | Late Show with David Letterman      | Niño 1698                     | 1 episodio "al aire el 23 de diciembre de 2003"               |
| 2004       | Dora la Exploradora                 | Diego (voz)                   | acreditado como Jake Toranzo-Szymanski                        |
| 2007       | Disney Channel Games                | El Mismo                      | Miniserie                                                     |
| 2005—2008  | Go, Diego, Go!                      | Diego (voz)                   | Protagonista Principal Acreditado como Jake Toranzo-Szymanski |
| 2008       | Studio DC: Almost Live              | El Mismo                      | Acreditado como Jake Austin                                   |
| 2008       | Disney Channel Games                | El Mismo                      | Acreditado como Jake Austin                                   |
| 2008       | Happy Monster Band                  | Bluz (voz)                    | Protagonista Principal                                        |
| 2009       | The Suite Life on Deck              | Max Russo                     | 1 episodio: "Wizards on Deck with Hannah Montana"             |
| 2007—2012  | Wizards of Waverly Place            | Max Russo                     | Coprotagonista (101 episodios)                                |
| 2012       | Law & Order: Special Victims Unit   | Rob Fisher                    | 1 episodio: "Home Invasions"                                  |
| 2013—2015  | The Fosters                         | Jesus Foster                  | Protagonista (temporada 1-2), serie de TV Freeform            |
| 2013       | The Wizards Return: Alex vs. Alex   | Max Russo                     | especial de TV Disney Channel                                 |

## Premios y nominaciones
| Año  | Premiación          | Categoría                                                                      | Trabajo                                             | Resultado |
| ---- | ------------------- | ------------------------------------------------------------------------------ | --------------------------------------------------- | --------- |
| 2006 | Young Artist Award  | Mejor Actuación en Un Papel de Voz - Actor Joven                               | Go, Diego, Go!                                      | Nominado  |
| 2003 | Imagen Awards       | Mejor Actor/Televisión                                                         | Go, Diego, Go!                                      | Nominado  |
| 2008 | Young Artist Awards | Mejor Elenco Joven en Una Serie de TV                                          | Wizards of Waverly Place (compartido con el elenco) | Nominado  |
| 2008 | ALMA Awards         | Mejor Actuación Masculina en Una Comedia - Serie de Televisión                 | Wizards of Waverly Place                            | Ganador   |
| 2009 | Young Artist Awards | Mejor Actuación en Una Serie de TV (Comedia o Drama) - Actor Joven Protagónico | Wizards of Waverly Place                            | Ganador   |
| 2009 | ALMA Awards         | Actor en Televisión - Comedia                                                  | Wizards of Waverly Place                            | Ganador   |
| 2009 | Teen Choice Awards  | Mejor Compañero de TV                                                          | Wizards of Waverly Place                            | Nominado  |
| 2010 | Young Artist Awards | Mejor Actuación en Una Serie de TV (Comedia o Drama) - Actor Joven Protagónico | Wizards of Waverly Place                            | Nominado  |
| 2010 | Young Artist Awards | Mejor Actuación en Una Película - Actor Joven Protagónico                      | Hotel para perros                                   | Ganador   |
| 2011 | Youth Rock Awards   | Mejor Compañero (Televisión / Película)                                        | Wizards of Waverly Place                            | Ganador   |
| 2013 | Kids Choice Awards  | Actor de TV Favorito                                                           | Wizards of Waverly Place                            | Ganador   |

## Música
Jake participa en la canción "Could You Be The Two" interpretada por Keana Texera. Y también participa en la dirección del video de la cantante Whitney Kelly teniendo también un rol en su video 'Watching Over You'.